# جوجل تيك أوت
جوجل تيك أوت (بالإنجليزية: Google Takeout)‏ هو مشروع من قبل واجهة تحرير بيانات جوجل والذي يسمح لمستخدمي منتجات جوجل، مثل يوتيوب و جي ميل، بتصدير بياناتهم إلى أرشيف قابل للتنزيل كملف.

## الاستخدام
يمكن للمستخدمين تحديد خدمات مختلفة من قائمة الخيارات المتوفرة، اعتبارًا من 24 مارس 2016،
الخدمات التي يمكن تصديرها هي كما يلي:
- جوجل+
- جوجل كروم
- جوجل كاليندر
- أخبار جوجل
- جوجل بلاي
- جوجل متابعة مستوى اللياقة
- جهات الاتصال في جوجل
- تلفزيون جوجل
- جوجل بلاي ألعاب
- موسيقى جوجل بلاي
- جوجل كيب
- خرائط جوجل
- محفظة جوجل
- جي ميل
- جوجل بلاي كتب
- مجموعات جوجل
- جوجل باي
- يوتيوب
- صوت جوجل
- حساب جوجل
- جوجل ستريت فيو
- جوجل هانج آوتس

يمكن للمستخدم تحديد تصدير جميع الخدمات المتاحة أو اختيار الخدمات من القائمة أعلاه. سيقوم تيك أوت بعد ذلك بمعالجة الطلب ووضع جميع الملفات في ملف مضغوط. ثم يرسل تيك أوت إخطارًا بالبريد الإلكتروني اختياريًا يفيد بأن التصدير قد اكتمل، وعند هذه النقطة يمكن للمستخدم تنزيل الأرشيف من قسم التنزيلات على موقع الويب، يحتوي الملف المضغوط على مجلد منفصل لكل خدمة تم تحديدها للتصدير.

## تاريخ
- تم إنشاء جوجل تيك أوت في 28 يونيو 2011.[2]
- في 15 يوليو 2011، أضافت جوجل، جوجل ون إلى خدمة التصدير الخاصة بها بعد أن طلبها كثيرًا مستخدمو تيك أوت.[2]
- في 6 سبتمبر 2011، أضافت جوجل، صوت جوجل إلى خدمة التصدير الخاصة بها.[3]
- في 26 سبتمبر 2012، أضافت جوجل، عمليات تصدير مقاطع فيديو يوتيوب إلى تيك أوت.[4]
- في 17 فبراير 2013، أضافت جوجل، بلوجر وصفحات جوجل بلس إلى خدمة التصدير الخاصة بها.[5]
- في 5 ديسمبر 2013، تم توسيع تيك أوت ليشمل بيانات جي ميل وتقويم جوجل.[6]

## وصلات خارجية
- الموقع الرسمي

لم يتم العثور على روابط لمواقع التواصل الاجتماعي.